# Anolis cupreus
Anolis cupreus (мідний аноліс) — вид ігуаноподібних ящірок родини анолісових (Dactyloidae). Мешкає в Центральній Америці.

## Поширення і екологія
Мідні аноліси мешкають в Гондурасі, Нікарагуа і Коста-Риці. Вони живуть в сухих і вологих тропічних лісах, на висоті до 1800 м над рівнем моря. Живляться дрібними безхребетними.